# 波兰共产党
波兰共产党（波蘭語：Komunistyczna Partia Polski）是波兰历史上的一个共产主义政党。该党成立于1918年12月16日，由波兰王国和立陶宛社会民主党和波兰社会党—左翼合并而成，当时取名为波兰共产主义工人党。1925年，改称波兰共产党。其政治纲领是推翻地主和资产阶级的反动统治，建立无产阶级专政的社会主义波兰。
该党积极参加了共产国际的创建工作，是共产国际执行委员会的重要成员。其党内在1926年5月由于对毕苏斯基政变性质看法不同，分成“多数派”和“少数派”。1929年党内分歧白热化，以伦斯基为首的少数派在共产国际支持下把多数派排挤出中央领导机构。
1935年共产国际“七大”后，该党克服宗派主义倾向，呼吁建立反法西斯统一战线。在1936年—1937年全联盟共产党（布尔什维克）对布哈林派和托洛茨基派清洗期间，波共许多领导人受牵连。1938年，共产国际执委会认为波共党内渗入大量敌人奸细，做出解散波共的决定；7月，波共临时领导机构经过讨论，同意服从共产国际执委会的决定；8月16日，波共解散。
1956年，波共被恢复名誉。其最高机关为代表大会，代表大会选举中央委员会。地方机构包括省、州、市、区委员会。党员曾有1.6万人。先后出版过《红旗》《论坛》《工人论坛》《新观察》和《消息报》等。